# Chiesa di San Bernardo (Tarantasca)
La chiesa di San Bernardo è la parrocchiale di Tarantasca, in provincia di Cuneo e diocesi di Saluzzo; fa parte della zona pastorale di Busca, Dronero e Valle Maira.

## Storia
L'originaria cappella tarantaschese sorse nella seconda metà del XV secolo e, come si apprende da un atto del 1490, il 17 novembre di quell'anno fu nominato suo rettore don Giovanni Rajrali; nel 1584, durante la visita di don Paolo Galatei, l'edificio versava in condizioni pessime.
Nel 1798 la struttura risultava ancora essere rovinata, mentre il campanile, essendo pericolante, era da abbattere; nel 1850 si provvide a posare il nuovo pavimento, mentre sul finire di quel secolo la parrocchiale venne interessata a più riprese da un intervento di rifacimento e di ammodernamento.
Negli anni settanta del Novecento si procedette a realizzare il nuovo altare rivolto verso l'assemblea, in ossequio alle disposizioni postconciliari.

## Descrizione

### Esterno
La facciata a salienti della chiesa, rivolta a ponente e suddivisa da una cornice marcapiano in due registri, scanditi da colonne e semicolonne sorreggenti capitelli con festoni e volute, presenta in quello inferiore il portale d'ingresso, mentre in quello superiore, coronato dal timpano contenente un rilievo del Sacro Cuore di Gesù, vi è un grande affresco raffigurante San Bernardo ai piedi della Madonna con Bambino; nelle ali laterali si aprono due finestre a tutto sesto.
Annesso alla parrocchiale è il campanile a base quadrata, abbellito da paraste angolari; la cella presenta una monofora per lato ed è coronata dalla cupola poggiante sul tamburo.

### Interno
L'interno dell'edificio si compone di tre navate, separate da pilastri sorreggenti archi a tutto sesto; al termine dell'aula si sviluppa il presbiterio, rialzato di un gradino e chiuso dall'abside semicircolare, ospitante il coro.
Qui sono conservate diverse opere di pregio, tra le quali l'altare maggiore in marmo, la pala raffigurante la Beata Vergine Maria con San Bernardo, risalente al XVIII secolo, e l'acquasantiera, la cui base fu realizzata 1460 e la coppa nel 1571.